# تصور إبداعي
التصور الإبداعي هو العملية الإدراكية لتوليد صور ذهنية بصرية عن قصد مع فتح أو إغلاق العينين. محاكاة الإدراك البصري أو إعادة إنشائه من أجل الحفاظ على تلك الصور وفحصها وتحويلها، وبالتالي تعديل المشاعر المرتبطه بها بقصد تجربة تأثير فسيولوجي أو نفسي أو إجتماعي مفيد لاحق مثل تسريع إلتآم الجروح في الجسم أو تقليل الألم الجسدي، تخفيف الألم النفسي بما في ذلك القلق والحزن وتدني الحالة المزاجية وتحسين الذات. الاحترام أو الثقة بالنفس وتعزيز القدرة على التأقلم عند التفاعل مع الآخرين.

## عين العقل
فكرة وجود عين العقل يعود على الأقل إلى (شيشرون) وهي إشارة الصورة لحكيم المقلة خلال مناقشته لاستخدام خطيبا في المناسبة من التشبيه.
في هذه المناقشة لاحظ شيشرون أن التلميحات إلى سرتيس من ميراثه وشاريبيدس من ممتلكاته تتضمن تشبيهات «بعيدة المنال» ونصح الخطيب بدلاً من ذلك بالتحدث فقط عن «الصخرة» و «الخليج» على التوالي.. على أساس أن عيون العقل موجهة بسهولة إلى تلك الأشياء التي رأيناها بدلاً من توجيهها إلى تلك التي سمعناها فقط.
ظهر مفهوم عين العقل لأول مرة باللغة الإنجليزية في قصة رجل القانون في تشوسر حوالي 1387 في حكايات كانتربري، حيث يخبرنا أن أحد الرجال الثلاثة الذين يسكنون في قلعة كان أعمى ولم يتمكن من الرؤية إلا بواسطة «عيون عقله» أي تلك العيون «التي يرى بها كل الناس بعد أن أصبحوا أعمى».

## الصور الذهنية المرئية وغير المرئية.
يستطيع الدماغ إنشاء أنواع أخرى من الصور الذهنية بالإضافة إلى الصور المرئية ومحاكاة التجربة الإدراكية أو إعادة إنشائها عبر جميع الطرق الحسية بما في ذلك الصور السمعية للأصوات والصور الذوقية للأذواق والصور الشمية للروائح والصور الحركية للحركات والصور اللمسية للمس، مع دمج الملمس ودرجة الحرارة والضغط.
بغض النظر عن القدرة على توليد صور ذهنية عبر الطرق الحسية فإن مصطلح «التصور الإبداعي» يشير إلى العملية التي من خلالها يقوم الشخص بتوليد ومعالجة الصور الذهنية المرئية على وجه التحديد.
ومع ذلك يرتبط التصور الإبداعي ارتباطًا وثيقًا بالصور الموجهة وغالبًا ما يعتبر جزءًا واحدًا منه. في الصور الموجهة يساعد الممارس أو المدرس أو مدربًا مشاركًا أو مريضًا في استحضار وتوليد صور ذهنية تحاكي أو تعيد تكوين الإدراك الحسي للمشاهد والأصوات والأذواق والروائح والحركات واللمس، بالإضافة إلى المحتوى التخيلي أو العقلي الذي يختبره الموضوع المشارك باعتباره يتحدى الفئات الحسية التقليدية.
ومع ذلك يتم الإبلاغ عن الصور الذهنية المرئية والسمعية على أنها أكثر الصور التي يختبرها الأشخاص عادةً في التجارب الخاضعة للرقابة وعند المشاركة في الصور الموجهة مع بقاء الصور المرئية الأكثر بحثًا وتوثيقًا في الأدبيات العلمية.
يمكن لجميع الصور الذهنية بما في ذلك الصور المرئية التي تم إنشاؤها من خلال التخيل الإبداعي أن تجعل أو ترتبط بمشاعر قوية.

## التطبيق العلاجي.
يهدف التطبيق العلاجي للتخيل الإبداعي إلى تثقيف المريض في تغيير الصور الذهنية والتي بدورها تساهم في التغيير العاطفي. على وجه التحديد تسهل عملية المريض في استبدال الصور التي تؤدي إلى تفاقم الألم النفسي وإعادة تأكيد الوهن وتذكر إعادة بناء الأحداث المؤلمة، أو تكثيف المشاعر المزعجة مثل اليأس والقلق مع الصور التي تؤكد وتعجل الراحة الجسديه والوضوح المعرفي والاتزان العاطفي. يمكن تسهيل هذه العملية من قبل ممارس أو مدرس شخصيا لغرد أو مجموعة. بدلا من ذلك يمكن للمشاركين أو المرضى إتباع الإرشادات المقدمة من خلال تسجيل صوتي أو فيديو أو وسائط سمعيه بصريه تشمل على تعليمات منطوقه قد تكون مصحوبه بموسيقى أو صوت.
سواء تم تقديمه شخصياً أو تم تسليمه عبر الوسائط فإن التعليمات اللفظيه تتكون من كلمات وغالباً ماتكون مكتوبه مسبقاً، تهدف إلى توجيه انتباه المشارك إلى الصور الذهنية المرئيه التي يتم إنشاؤها عن قصد والتي تؤدي إلى استجابة نفسية وفسيولوجية إيجابية وتتضمن زيادة الاسترخاء العقلي والجسدي وانخفاض الضغط النفسي والجسدي.

## مراحل
وفقًا للنظرية الحاسوبية للصور المشتقة من علم النفس التجريبي فتتكون عملية التصور الإبداعي من أربع مراحل وهي:
المرحلة الأولى هي توليد الصور ويتضمن هذا إنشاء صور ذهنية من الذاكرة ومن الخيال أو مزيج من الاثنين معًا.
المرحلة الثانية هي صيانة الصور. يتضمن هذا الحفاظ المتعمد على الصور أو الحفاظ عليها والتي بدونها تتعرض الصورة الذهنية للانحلال السريع ولا تبقى لمدة كافية للمتابعة إلى المراحل التالية.
المرحلة الثالثة هي فحص الصورة في هذه المرحلة بمجرد إنشائها وصيانتها يتم فحص الصورة الذهنية واستكشافها وتوضيحها بالتفصيل وتفسيرها فيما يتعلق بالمشارك. غالبًا ما يتضمن ذلك عملية مسح فيوجه المشارك من خلالها الانتباه عبر الصورة وحولها ومحاكاة التحولات في المنظور الإدراكي.
المرحلة الرابعة هي تحويل الصورة. في هذه المرحلة يقوم المشارك بتحويل أو تعديل أو تغيير محتوى الصور الذهنية المتولدة بطريقة تستبدل بالصور التي تثير المشاعر السلبية أو تدل على المعاناة وتفاقم الألم النفسي أو التي تعيد تأكيد الإعاقة أو الوهن بالنسبة لهؤلاء. التي تثير المشاعر الإيجابية وتوحي بالاستقلالية والقدرة على التأقلم وزيادة درجة الكفاءة العقلية والقدرة الجسدية.

## الامتصاص والانتباه.
لكي يستفيد المشارك من هذه العملية المرحلية للتخيل الإبداعي يجب أن يكون قادرًا أو عرضة للامتصاص وهو الانفتاح على استيعاب الخبرات وتغيير الذات.
زيادة على ذلك فإن عملية معالجة الصور المرئية تضع طلبًا على موارد الانتباه المعرفية بما في ذلك الذاكرة العاملة.
وبالتالي في الممارسة السريرية غالبًا ما يتم توفير التصور الإبداعي كجزء من إستراتيجية متعددة الوسائط تدمج التدخلات الأخرى والتأمل الأكثر شيوعًا أو بعض أشكال الممارسة التأملية وتقنيات الاسترخاء وموسيقى التأمل أو العلاج بالموسيقى الاستقبالية لأن هذه الأساليب يمكن أن زيادة قدرة المشارك أو المريض أو قابليته للامتصاص وتعزيز التحكم في الانتباه وتجديد الموارد المعرفية المطلوبة وبالتالي زيادة الفعالية المحتملة للتصور الإبداعي.
غالبًا ما يُظهر الأفراد المصابون باضطراب فرط الحركة ونقص الانتباه إمكانات إبداعية أكبر وقدرة متزايدة على إنتاج وتصور أفكار لفظية وغير لفظية فريدة ومع ذلك فإنها تظهر أيضًا قدرة أضعف على إنشاء حلول إبداعية عند إعطاء معايير تقييدية مثل الإجراءات والتطبيق العملي والوقت. يرجع هذا الضعف إلى الصلابة المعرفية والتي كثيرًا ما تكون مع اضطراب فرط الحركة ونقص الانتباه تتفاقم نقاط الضعف في الانتباه والتركيز والتحفيز بسبب الإحباط من الجمود مما يجعل التصور الإبداعي أكثر صعوبة عند تقديم الإرشادات ومع ذلك فإن زيادة شرود الذهن والتفكير المفرط والمثابرة من اضطراب فرط الحركة ونقص الانتباه يسمح بمزيد من التفكير خارج المنطق. نتيجة لذلك في حين أن الأفراد المتأثرين قادرون على تصور تجريدات أكثر إبداعًا وأصالة فإنهم يقصرون في إنشاء الأفكار وإنهائها عند إعطائهم معايير محددة.

## صور ارشادية
على الرغم من أنه تم الإبلاغ عن الصور الذهنية المرئية والسمعية على أنها الأكثر تكرارًا من قبل الأشخاص وحتى مع بقاء الصور المرئية الأكثر بحثًا وتوثيقًا في الأدبيات العلمية فإن المصطلح يُستخدَم مصطلح التصور الإبداعي كثيرًا في المنشورات العلمية والمراجعة من قِبل النظراء والأكاديميين مقارنةً بمصطلح الصور الموجهة والذي يستخدمه مؤلفو الأبحاث عادةً للإشارة إلى إنشاء الصور الذهنية وصيانتها وفحصها وتحويلها عبر جميع الطرائق وتشير حصريًا على وجه التحديد إلى معالجة الصور المرئية. أيضًا يستخدم بعض المؤلفين مصطلح التصور الإبداعي بالتبادل مع الصور الموجهة وفي الوقت نفسه يشير آخرون إلى الصور الموجهة بطريقة تشير إلى أنها تتضمن تخيلًا إبداعيًا.
علاوة على ذلك يقوم المؤلفين الاستقصائية والسريريين والعلميون والأكاديميون في كثير من الأحيان بقياس وتحليل ومناقشة تأثيرات التصور الإبداعي والصور الموجهة بشكل جماعي وغير منفصل عن تدخلات العقل والجسم الأخرى التي يتم دمجها عادةً بما في ذلك موسيقى التأمل أو العلاج بالموسيقى أو الاسترخاء والتأمل الاسترشادية أو ممارسة التأملوتدوين اليوميات أو التدوين الذاتي. هذا غالبًا ما يجعل من الصعب عزو النتائج الإيجابية أو السلبية إلى أي من الأساليب المحددة.

## فعالية
قد يساعد التخيل الإبداعي الأشخاص المصابين بالسرطان على الشعور بمزيد من الإيجابية ولكن لا يوجد هناك دليل مقنع يشير إلى تأثيرات إيجابية على الأعراض الجسدية مثل الغثيان والتقيء.